# Travel Air 2000
Dimensions
Le Travel Air 2000 est un biplan de transport léger et de sport triplace américain de l'Entre-deux guerres. Il fut le plus construit et reste le plus emblématique d'une famille d'avions issus de la coopération de trois grands industriels américains qui allaient ensuite poursuivre des carrières séparées: Walter Herschel Beech, Clyde Cessna et Lloyd Stearman. Cet avion restera en production jusqu'en 1931, donc après le rachat de la firme Travel Air Airplane Manufacturing Co. par Curtiss-Wright.
En 1927 le système de désignation des appareils Travel Air fut modifié, les lettres étant remplacées par des 'milliers'. Si l’appellation Model 1000 n’a jamais été confirmée, le Model B devint lui officiellement le Model 2000.

## Le premier Travel Air
Dessiné par Lloyd Stearman, le premier avion à porter le nom de Travel Air était un classique biplan à ailes inégales décalées et train fixe à essieu de construction mixte. La voilure avait une structure en bois, longeron en spruce et nervures en spruce et contreplaqué, tandis que le fuselage était réalisé en tubes d’acier au chrome-molybdène soudés. Des cordes à piano raidissaient l’ensemble, l’entoilage était tenu par des cadres en bois. Seul le plan supérieur était équipé d’ailerons, largement dimensionnés, toutes les surfaces mobiles étant largement compensées aérodynamiquement par d’importants becs débordants. Un robuste moteur Curtiss OX-5 de 90 ch avait été choisi pour tracter l’ensemble. Le pilote occupait le poste arrière et deux passagers pouvaient prendre place à l’avant, tous les occupants n’étant protégés que par un simple coupe-vent.
Le Travel Air No.1 effectua son premier vol le 13 mars 1925 à Wichita avec Walter Beech aux commandes. Après une série réussie d’essais de charge effectués sous le contrôle du représentant local de la National Aeronautic Association, Walter Beech commença à présenter l’appareil en meetings, tandis que les premiers appareils de série étaient mis en chantier, 6 exemplaires étant achevés entre mars et avril 1925. Une quinzaine de commandes avaient été enregistrées en mai, l’appareil étant simplement désigné ‘Triplace commercial Travel Air à moteur OX-5’. Premier appareil vendu par la firme, le No.1 fut remis par Walter Beech à O.E. Scott, à Saint-Louis, qui passa commande pour cinq exemplaires supplémentaires. Ce No 1 fut porté sur le registre civil américain avec l’immatriculation C-241 et passa entre de nombreuses mains. Finalement converti en Model 4000, il fut cédé en 1972 par son propriétaire au Musée de l’EAA. Remis depuis au standard 2000, il est aujourd’hui exposé au Beechcraft Heritage Museum dans sa livrée bleu d’origine, dite Bleu Travelair.
Les appareils de série prirent rétroactivement la désignation de Model A mais le nombre exact d’exemplaires construits n’est pas connu.

## Le Travel Air Model B, première évolution de série
Évolution du Model A, le Model B se distinguait essentiellement par l’adoption d’un train d’atterrissage à essieu brisé. Le moteur Curtiss OX-5 était conservé sur le modèle de base. Comme pour le Model A le nombre construit n’est pas connu, mais on sait que 162 Model B, 16 Model BW et 5 Model BH avaient été livrés au 31 décembre 1927.
Trois Model B furent présentés au Meeting Aérien de Tulsa en septembre 1925, pilotés par Clyde Cessna, Lloyd Stearman et Mac Short. Stearman remporta le trophée de la plus lourde charge transportée et Mac Short la course de vitesse réservée aux avions de série. Disputé entre les 28 septembre et 4 octobre 1925, le premier Ford Reliability Tour vit également la participation d’un Model B standard (E. ‘Rusty’ Campbell, no 0 de course) et d’un Model B modifié avec un Curtiss OXX-6 de 100 ch, version à double allumage du OX-5 (Francis ‘Chief’ Bowhan, no 2 de course). Ces deux appareils figurèrent parmi les 11 avions achevant la compétition. Le résultat ne se fit pas attendre : 19 avions étaient en commande avant la fin de l’année.
L’épave d’un Travel Air B (immatriculé C100, c/n 150) accidenté à Glovesville (NY) le 14 mai 1927 fut transféré chez Sikorsky et modifié en monoplan parasol (13,11 m d’envergure).

## et des remotorisations
- Travel Air Model BH : Un moteur 8 cylindres en V Wright-Hispano A de 150 ch équipa quelques exemplaires (H pour Hisso, désignation courante du moteur Hispano-Suiza aux États-Unis). Ces appareils qui atteignaient 951 kg en charge furent généralement portés sur le registre civil américain comme Model 3000.
- Travel Air Model B6C Special : Fin juillet 1925 Lloyd Stearman et un jeune ingénieur tout juste sorti du MIT, Mac Short, lancèrent la construction d’un biplace de course dérivé du Model B tracté par un moteur 6 cylindres en ligne Curtiss C-6A développant 160 ch à 1 750 tr/min. Ce moteur était doté d’un radiateur partiellement escamotable monté sous le fuselage afin de réduire la trainée. Cet appareil se distinguait en outre par l’utilisation d’ailerons non débordants et un atterrisseur à essieu caréné remplaçant le train à essieu brisé du model B standard[1]. Ces modifications alourdissaient l’appareil de 68 kg malgré des dimensions générales réduites.

Le Travel Air Special effectua son premier vol le 30 août 1925 piloté par Walter Beech et participa quelques jours plus tard au Meeting aérien de Tulsa aux côtés de trois Model B à moteur Curtiss OX-5. Il remporta en 15 min 29 s la course de vitesse disputée sur la distance de 48 km (30 miles). Toujours piloté par Walter Beech, ce biplan fut également engagé dans le premier Ford Reliability Tour, terminant l’épreuve comme les deux Model B, puis cédé à un revendeur Travel Air de la côte ouest des États-Unis. L’avion fut acheté par Pacific Air Transport en décembre 1926, rééquipé d’un moteur en étoile Wright J-4 Whirlwind de 200 ch et modifié en avion postal. Il s’est écrasé le 22 janvier 1928 à Shasta Springs, Californie.
- Travel Air Model BW : Le Travel Air Special s’étant bien comporté durant le Ford Reliability Tour, un nouveau biplan fut spécialement développé pour la seconde édition. Équipé d’un moteur en étoile Wright J-4 Whirlwind de 200 ch, cet appareil fut construit pour la firme Pioneer Instrument Co, qui fournissait l’instrumentation[1]. Achevé fin juillet 1926, il se distinguait par un fuselage légèrement élargi et le montage de freins de roues. Piloté par Walter H Beech, accompagné par Brice Goldsbogough, il fut engagé dans le second Ford Reliability Tour. Réussissant une navigation parfaite, les deux hommes remportèrent l’épreuve et le Trophée Edsel Ford. Après avoir participé à un meeting à Philadelphie en septembre 1926 cet avion fut revendu. Travel Air obtint un certain nombre de commandes, la majorité des avions livrés étant portés sur le registre civil américain comme Model 4000.

## Le Travel Air Model 2000 enfin
En 1927 les biplans Travel Air à moteur Curtiss OX-5 subirent un certain nombre de modifications, les principales portant sur le réseau de câbles actionnant les gouvernes, qui était modifié, la capacité des réservoirs qui passait à 163 litres et la masse maximale portée à 987 kg. Le modèle 2000 fut aussi le premier Travel Air à obtenir une certification de type (ATC 30 du 22 mars 1928) et devait se décliner en plusieurs versions, vendues entre U$D 2 950 et U$D 3 700 selon les équipements et l’année.
- Travel Air Model 2000 : Version de base apparue en 1927. Au moment de l’introduction du registre civil des aéronefs en 1927 aux États-Unis la plupart des Model B et un certain nombre de Model A furent immatriculés comme Model 2000. Il est donc difficile de connaître la production exacte par modèle, mais on peut raisonnablement penser que près de 600 Model 2000 furent livrés. Quelques exemplaires reçurent par la suite un moteur Anzani de 120 ch (certification complémentaire 2-25) ou des flotteurs en catamaran (certification complémentaire 2-42).

## et ses déclinaisons
- Travel Air Model B-2000 : Désignation non officielle qui pourrait couvrir des appareils initialement construits comme Model B.
- Travel Air Model D-2000 : Cet exemplaire unique sorti d’usine début octobre 1928 (X-6473, c/n 794) se distinguait par un plan supérieur à envergure réduite comprenant un réservoir de carburant dans la section centrale, un empennage vertical redessiné et un fuselage aminci de 13 cm. Équipé d’un moteur en étoile Curtiss OX-5 cet appareil de course surnommé The Bug participa à quelques compétitions aux mains d’Arthur Goebel qui le baptisé Chaparral. Sa carrière fut courte: Renvoyé en usine, il devint le premier Model 11.
- Travel Air Model S-2000 : Désignation non officielle attribuée à un Model 2000 équipé de flotteurs en catamaran, mais qui semble avoir aussi été utilisée pour un appareil rééquipé d’un moteur Curtiss OXX-6 de 100 ch.
- Travel Air Model SC-2000 : Au moins deux Model 2000 (NC7574 et NC8110, c/n 157 et 882) reçurent l’atterrisseur modifié du B-4000 et un moteur en ligne 6 cylindres refroidi par eau Curtiss C-6 de 160 ch. Un autre exemplaire (c/n 137) porté sur le registre américain semble être un Model A/B converti.
- Travel Air Model SD-2000 : Sorti d’usine le 19 mars 1928, le c/n 757 (X-6416) était équipé d’un moteur 8 cylindres en V Aeromarine B de 150 ch refroidi par eau. Livré à Douglas Davis Flying Service, cet avion fut converti en Model 4000 dès février 1929.
- Travel Model Model 2000-T : Ce modèle faisait usage d’un moteur Milwaukee Tank V-470 ou V-502 de 115 ch. Ce moteur était en fait un Curtiss OX-5 modifié et refroidi par air. Le radiateur ventral disparaissait donc au profit d’une large prise d’air frontale au-dessus de l’axe de l’hélice. 15 exemplaires furent construits, dont un certain nombre utilisés pour simuler des Fokker D.VII durant le tournage de plusieurs films, en particulier Hell’s Angels de Howard Hughes et Men with Wings de William A. Wellman tourné en 1938, le réalisateur ne disposant que d’un monoplace allemand original. Cette ressemblance entre les deux appareils a d’ailleurs valu aux biplans Travel Air le surnom de Wichita Fokker qui tendrait à accréditer la légende selon laquelle ils auraient été réalisés en copiant les chasseurs allemands.

## Un avion équipé d'un moteur à vapeur
Un Travel Air 2000 (X-4259, c/n 359) fut équipé d’un moteur à vapeur. Cette modification originale fut réalisée pour la firme Doble Steam Motors Corp par les élèves de la Boeing School of Aeronautics. Équipé d’un moteur bicylindre de 150 ch, cet avion effectua son premier vol le 12 avril 1933 à Oakland, piloté par William Besler. Il fut par la suite remis au standard 2000.

## Le Travel Air 2000 aujourd'hui
Il restait début 2010 une cinquantaine de Model 2000 aux États-Unis, dont une dizaine à peine en état de vol. À Bangkok le Tango Squadron conserve également un Model 2000 en état de vol. Magnifiquement restauré, cet appareil (HS-IAM Miss Siam) fut en 1932 le premier avion privé immatriculé au Siam. Il réalisa du 22 juin au 11 juillet 1932 un remarquable raid Bangkok-Hong Kong-Canton-Bangkok.

## Sources
1. 1 2 3 4 5 6 7  A.J. Pelletier
2. ↑  Flight no 883 du 26 novembre 1925 p. 786